# Manfred Eigen
Manfred Eigen (n. 9 mai 1927, Bochum, Germania – d. 6 februarie 2019, Göttingen, Germania) a fost un chimist german, laureat al Premiului Nobel pentru chimie (1967).